# Détecteur Si(Li)
 (avril 2022).
Si vous disposez d'ouvrages ou d'articles de référence ou si vous connaissez des sites web de qualité traitant du thème abordé ici, merci de compléter l'article en donnant les références utiles à sa vérifiabilité et en les liant à la section « Notes et références ».

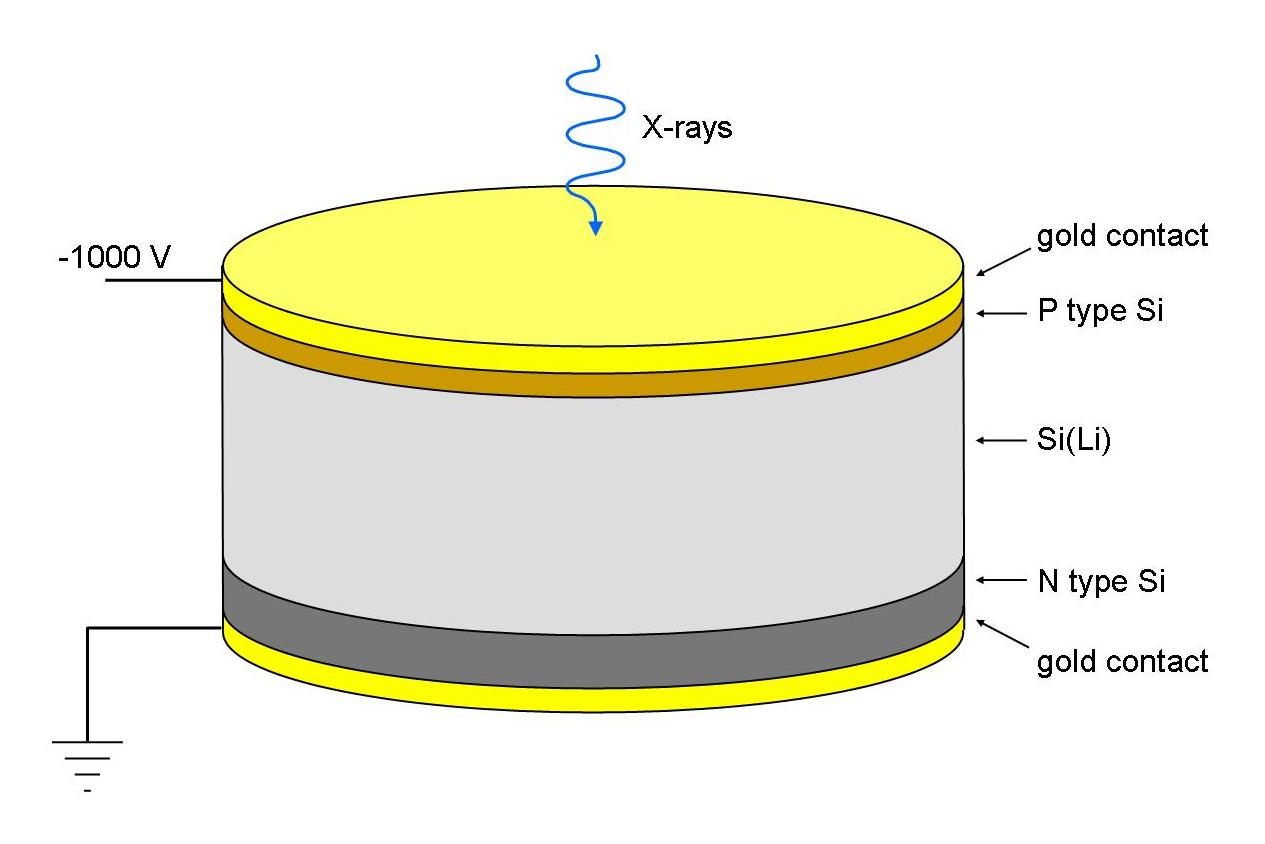
Schéma de principe d'un détecteur Si(Li)

Un détecteur Silicium-Lithium (Si-(Li)) est constitué principalement d'une jonction silicium de type diode p-i-n de 3 à 5 mm d'épaisseur polarisée par une tension d'environ −1000 V. La partie centrale dopée au lithium forme la couche non conductrice i (intrinsèque), où le Li compense les accepteurs résiduels qui sinon rendraient la couche de type p. Quand un photon X traverse le détecteur, cela provoque la création de paires électrons-trous et induit un saut de tension. Pour obtenir une conductivité suffisamment faible, le détecteur doit être maintenu à basse température, et un refroidissement à l'azote liquide doit être utilisé pour avoir une bonne résolution. Avec une certaine perte de résolution, un système de refroidissement Peltier peut être utilisé.